# Social Democratic Party (Sambia)
Social Democratic Party ist eine historische politische Partei in Sambia. 

## Entwicklung
Die SDP entstand nominell aus dem Untergang der Revolutionary Socialist Party, ideell und personell aus der United National Independence Party und wurde von Gwendoline Konie geführt, einer politischen Weggefährtin von Kenneth Kaunda. Bei den Wahlen in Sambia 2001 konnte Konie als Präsidentschaftskandidat jedoch nur 0,59 Prozent der Stimmen auf sich vereinen, die Partei keines der Mandate in der Nationalversammlung Sambias erringen. Damit ist das linke ideologische Spektrum als Faktor sambischer Politik bedeutungslos geworden.